# Comuna de Warta
Warta (polaco: Gmina Warta) é uma gmina (comuna) na Polónia, na voivodia de Lodz e no condado de Sieradzki. A sede do condado é a cidade de Warta.
De acordo com os censos de 2004, a comuna tem 13 160 habitantes, com uma densidade 52 hab/km².

## Área
Estende-se por uma área de 252,91 km², incluindo:
- área agricola: 68%
- área florestal: 18%

## Demografia
Dados de 30 de Junho 2004:
|                      | Total   | Total | Mulheres | Mulheres | Homens  | Homens |
| -------------------- | ------- | ----- | -------- | -------- | ------- | ------ |
|                      | pessoas | %     | pessoas  | %        | pessoas | %      |
| População            | 13 160  | 100   | 6802     | 51,7     | 6358    | 48,3   |
| Densidade (pop./km²) | 52      | 100   | 26,9     | 26,9     | 25,1    | 25,1   |

De acordo com dados de 2002, o rendimento médio per capita ascendia a 1229,72 zł.

## Subdivisões
- Augustynów, Bartochów, Cielce, Czartki, Duszniki, Dzierzązna, Gać Warcka, Glinno, Głaniszew, Góra, Grzybki, Jakubice, Jeziorsko, Kamionacz, Kawęczynek, Klonówek, Krąków, Lasek, Lipiny, Łabędzie-Gołuchy, Małków, Maszew, Miedze-Grabinka, Miedźno, Mikołajewice, Mogilno, Ostrów Warcki, Piotrowice, Proboszczowice, Raczków, Raszelki, Rossoszyca, Rożdżały, Socha, Tądów Dolny, Tądów Górny, Tomisławice, Ustków, Witów, Włyń, Wola Miłkowska, Wola Zadąbrowska, Zadąbrów-Rudunek, Zadąbrów-Wiatraki, Zagajew, Zaspy, Zielęcin.

## Comunas vizinhas
- Błaszki, Dobra, Goszczanów, Pęczniew, Sieradz, Szadek, Wróblew, Zadzim, Zduńska Wola